# Генріх XIX
Генріх XIX (нім. Heinrich XIX; 1 березня 1790, Оффенбах — 31 жовтня 1836, Грайц) — імперський князь з дому Рейс, правитель князівства Рейс старшої лінії в 1817—1836 роках.

## Біографія
Генріх ХIХ був сином князя Генріха XIII зі старшої лінії дому Рейсс та його дружини княгині Луїзи (1765—1837), дочки князя Карла Крістіана Нассау-Вайльбурзького. Він успадкував свого батька в 1817 році.
У 1819 році Генріх доручив майстру-будівельникові Вільгельму Пелю побудувати навпроти Нижнього замку так звані «Старий годинник», в яких до 1918 року розміщувалася варта замку.
Генріх ХIХ одружився 7 січня 1822 року у Празі на князівні Гаспарині (1798—1871), дочці князя Карла де Роган-Рошфор. На її честь чоловік спорудив храм Гаспаріна на Олександріненберзі у Грайці. Оскільки його дружина була католичкою, принц наказав перетворити побудовану його дідом «Порцелянову ротонду»[de] у Грайцпарку на католицьку каплицю. Княгиня Гаспаріна заснувала католицьку громаду у Грайці.
Генріх ХIХ помер у 1836 році. Через те, що у нього не було синів, то успадкував його молодший брат Генріх XX.

## Діти
- Луїза Кароліна (1822—1875) у першому шлюбі дружина князя Едуарда Саксен-Альтенбурзького, у другому шлюбі дружина князя Генріха IV Рейсс-Кестрицького
- Єлизавета Генрієтта (1824—1861) дружина князя Карла Егона III Фюрстенберзького (1820—1892)